# Tayler Carrington
Tyler Carrington Barden (28 maggio 2006) è un calciatore gibilterriano, difensore del Lincoln Red Imps e della nazionale gibilterriana.

## Carriera

### Club
Ha iniziato a giocare a calcio nell'Unión Manilva, per poi proseguire nell'CE Estepona, dove ha militato dal 2017 al 2023. Successivamente ha trascorso una stagione nelle giovanili dell'Algeciras per poi rientrare all'Estepona nel marzo del 2024. Pochi mesi dopo ha firmato un contratto con il Vázquez Cultural.

### Nazionale
Ha giocato nelle nazionali giovanili gibilterriane Under-16, Under-17 ed Under-21.
Ha debuttato con la nazionale maggiore gibilterriana il 6 giugno 2025 nell'incontro di qualificazione per il campionato mondiale 2026 perso 7-0 contro la Croazia.

## Statistiche

### Cronologia presenze e reti in nazionale
| Cronologia completa delle presenze e delle reti in nazionale ― Gibilterra | Cronologia completa delle presenze e delle reti in nazionale ― Gibilterra | Cronologia completa delle presenze e delle reti in nazionale ― Gibilterra | Cronologia completa delle presenze e delle reti in nazionale ― Gibilterra | Cronologia completa delle presenze e delle reti in nazionale ― Gibilterra | Cronologia completa delle presenze e delle reti in nazionale ― Gibilterra | Cronologia completa delle presenze e delle reti in nazionale ― Gibilterra | Cronologia completa delle presenze e delle reti in nazionale ― Gibilterra |
| Data                                                                      | Città                                                                     | In casa                                                                   | Risultato                                                                 | Ospiti                                                                    | Competizione                                                              | Reti                                                                      | Note                                                                      |
| ------------------------------------------------------------------------- | ------------------------------------------------------------------------- | ------------------------------------------------------------------------- | ------------------------------------------------------------------------- | ------------------------------------------------------------------------- | ------------------------------------------------------------------------- | ------------------------------------------------------------------------- | ------------------------------------------------------------------------- |
| 6-6-2025                                                                  | Faro                                                                      | Gibilterra                                                                | 0 – 7                                                                     | Croazia                                                                   | Qual. Mondiali 2026                                                       | -                                                                         | 62’                                                                       |
| Totale                                                                    |                                                                           | Presenze                                                                  | 1                                                                         |                                                                           | Reti                                                                      | 0                                                                         |                                                                           |